# Antonio Ildefonso dos Santos Silva
Antonio Ildefonso dos Santos Silva OSB (* 8. November 1893 in Macieira de Alcoba, Região Centro, Portugal; † 14. August 1958) war Bischof von Silva Porto.

## Leben
Antonio Ildefonso dos Santos Silva trat der Ordensgemeinschaft der Benediktiner bei und empfing am 14. Oktober 1917 das Sakrament der Priesterweihe.
Am 3. November 1941 ernannte ihn Papst Pius XII. zum Bischof von Silva Porto. Der Erzbischof von Luanda, Moisés Alves de Pinho CSSp, spendete ihm am 26. Juli 1942 die Bischofsweihe; Mitkonsekratoren waren der Bischof von Nova Lisboa, Daniel Gomes Junqueira CSSp, und der Apostolische Vikar von Katanga, Jean-Félix de Hemptinne OSB.